# Vierscheibenhaus

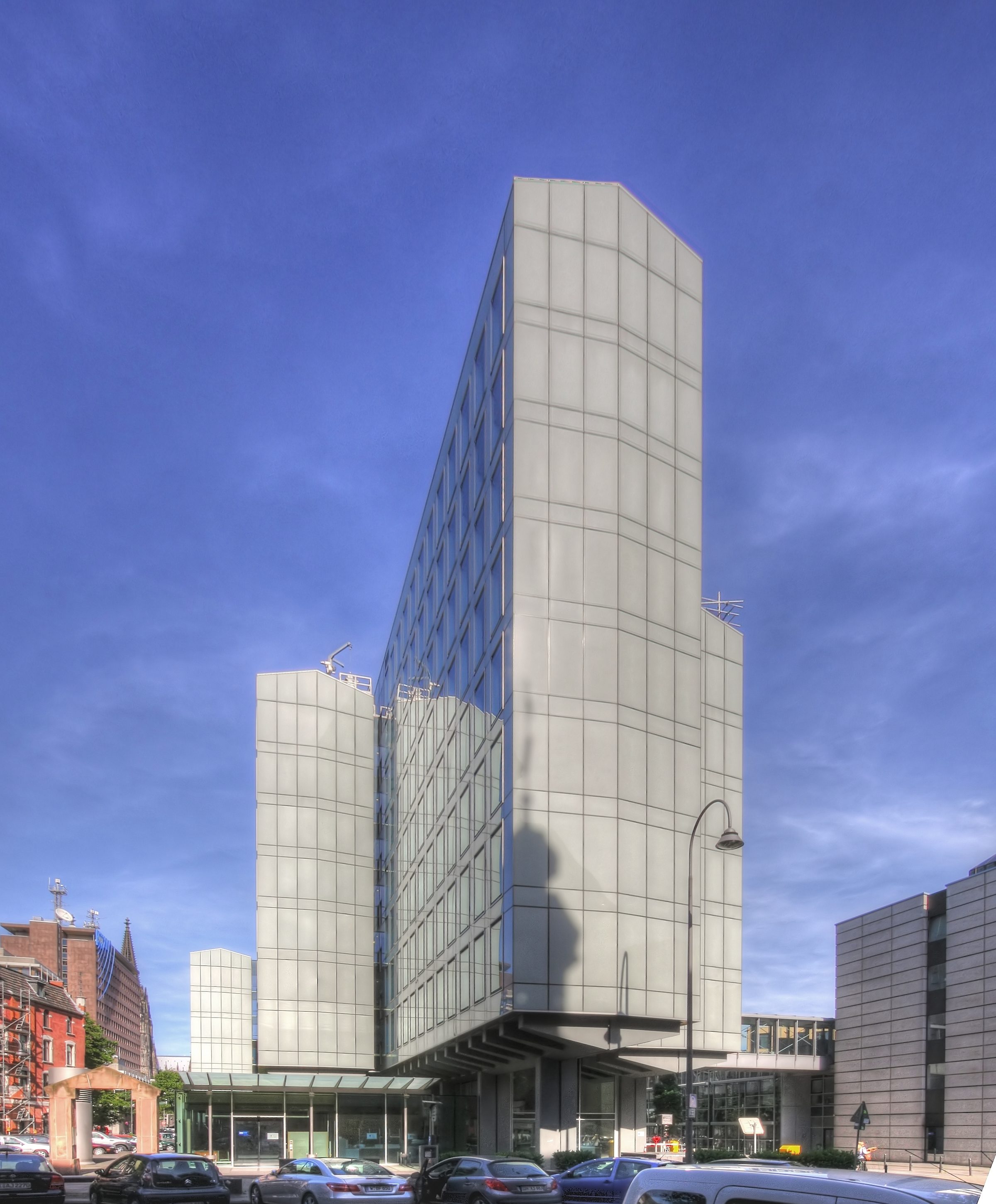
Vierscheibenhaus. Ansicht von der Neven-Dumont-Straße

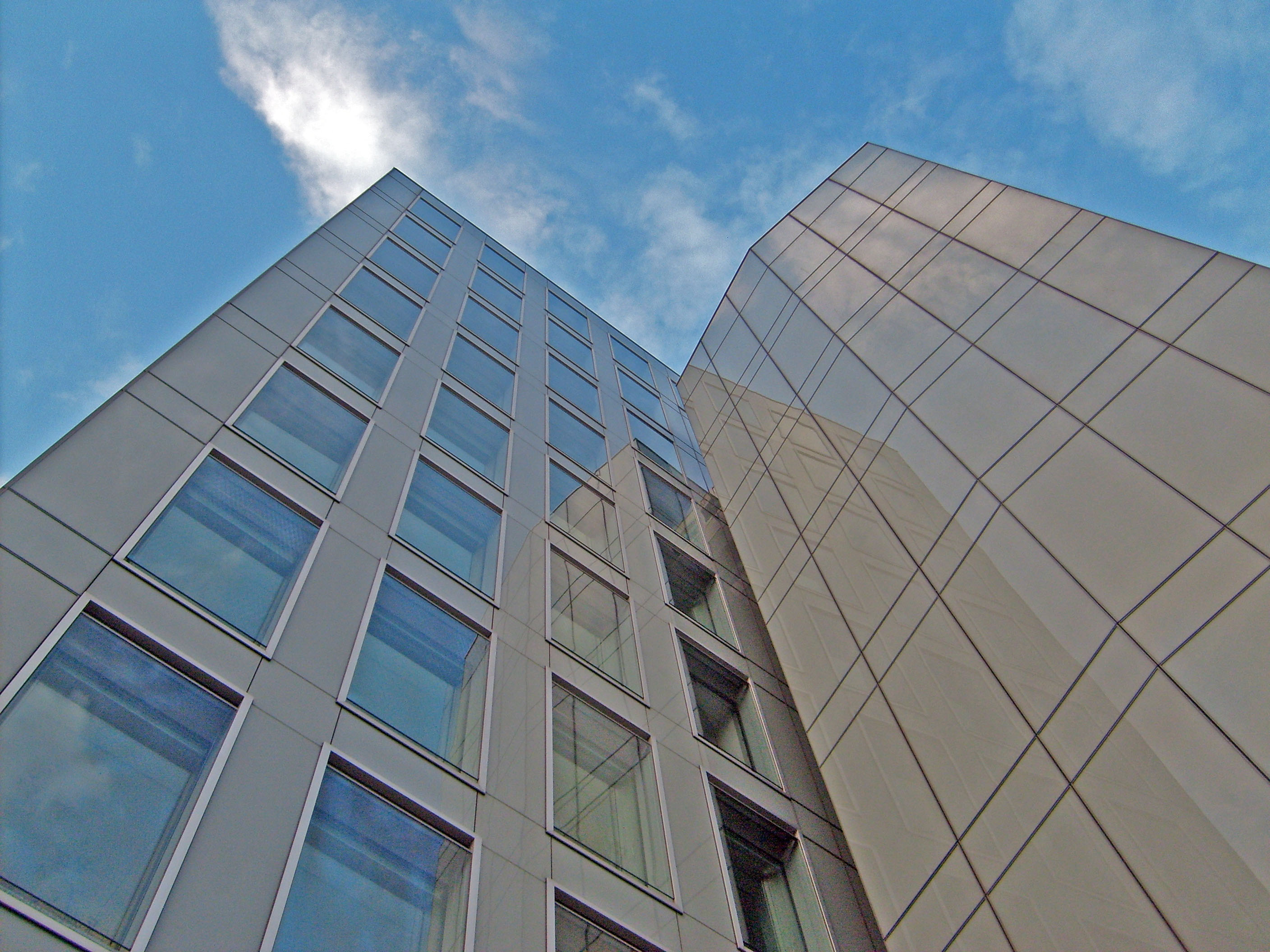
Vierscheibenhaus

Das Vierscheibenhaus ist ein Verwaltungsbau des Westdeutschen Rundfunks in Köln-Altstadt-Nord am Appellhofplatz 1.

## Entstehungsgeschichte
Als Hauptgebäude des WDR diente nach dem Zweiten Weltkrieg das Funkhaus Wallrafplatz, das am 21. Juni 1952 im Beisein von Bundespräsident Theodor Heuss und 700 weiteren Gästen offiziell feierlich eröffnet wurde. Es folgte als Nachbarbebauung das 1886 m² große „Studiogebäude“ An der Rechtschule, das im März 1965 fertiggestellt wurde.
Im Juni 1963 publizierte der WDR seine baulichen Expansionspläne, die eine Bebauung zwischen Wallrafplatz, Appellhofplatz und Nord-Süd-Fahrt vorsahen. Die projektierten Gebäude mit Hochhauscharakter waren heftig umstritten. An Appellhofplatz 1 wurde schließlich ab 1966 das am 27. Juni 1970 in Betrieb genommene sechs- bis achtgeschossige Vierscheibenhaus (mit drei Tiefgeschossen) errichtet. Die Architekten des Gebäudes waren Hubert Petschnigg und Helmut Hentrich von Hentrich-Petschnigg & Partner (HPP). Es war ursprünglich als Hochhaus geplant, musste jedoch wegen der „perspektivischen Konkurrenz zum Dom“ verkleinert werden. Das Konzept ähnelt dem zehn Jahre früher ebenfalls von HPP in Düsseldorf fertiggestellten Dreischeibenhaus.
Es besteht aus vier nebeneinanderstehenden, seitlich versetzten Gebäudescheiben, von denen alle vier nur von der Kopfseite aus sichtbar sind. Die beiden mittleren Scheiben überlappen sich zu etwa 80 %, die beiden äußeren Scheiben haben etwa zwei Drittel der Länge der mittleren Scheiben und sind entgegengesetzt von der Mitte nach außen geschoben, so dass sich alle vier Scheiben zu einem Fünftel der Gesamtlänge des Komplexes (165 Meter) überlappen. Die südlichere der mittleren Scheiben hat 8 Stockwerke und ist höher als die zweite der mittleren Scheiben, aber beide überragen die äußeren Scheiben. Das Gebäude ist über einen Verbindungsgang mit den WDR Arkaden verbunden. Das dominanteste aller WDR-Gebäude steht an der offiziellen Anschrift des WDR, nämlich Appellhofplatz 1, 50667 Köln. Der aus vier schmalen, parallel versetzten Gebäudeteilen zusammengesetzte Bau erhielt im August 2010 eine Photovoltaikanlage. Das höchste Gebäude misst eine Höhe von 30 Metern.
Das weithin sichtbare Bauwerk wurde zwischen 1999 und 2003 umgebaut und saniert. Mit diesem Verwaltungsbau, der nahtlos an die anderen WDR-Gebäude anschließt, erstreckt sich der WDR-Komplex über eine weite Strecke in Ost-West-Richtung. In der Bauchronologie folgten das Haus Berlich (1965–1967), das 13-stöckige Archivhaus über der Nord-Süd-Fahrt (1965–1968), das Filmhaus am Appellhofplatz (1971–1974) als Baugelenk zwischen Vierscheibenhaus und Archivhaus und die WDR Arkaden (1991–1996).